# María Casparius
María Consuelo Casparius Toquero (Ciudad de México, 28 de enero de 1943 – Guadalajara, 14 de octubre de 2003) fue una docente, escritora y activista ambiental que destacó por la defensa del Bosque de la Primavera, en Guadalajara, Jalisco, y fue una de las fundadoras de la asociación civil ProHábitat. Participó en acciones para la defensa del Hospicio Cabañas y de la Escuela de Música de la Universidad de Guadalajara y en el rescate de La Casa de los Perros, actual Museo del Periodismo y las Artes Gráficas.

## Biografía
María Casparius nació en la Ciudad de México. En 1955, a la edad de 12 años, llegó a vivir a Guadalajara. Desde temprana edad mostró interés por la poesía y la escritura, actividad en la que destacó con la publicación de varios libros, y a la que en su vida adulta sumó el interés por la ecología y el cuidado del medio ambiente.
Estudió en la Facultad de Filosofía y Letras de la Universidad de Guadalajara, en la que obtuvo el grado de maestra en Historia en 1968. Posteriormente complementó sus estudios en temas relacionados con la pedagogía, la cultura y el liderazgo, y en 1996 estudió una Maestría en Educación Ambiental, en Málaga, España. Además del español, su lengua materna, dominaba el inglés, francés y alemán.
Casparius también fue maestra en varias preparatorias particulares, donde impartió las clases de Historia del arte y de Historia, inculcando el respeto por la cultura prehispánica y promoviendo el pensamiento crítico en sus alumnos sobre temas de actualidad y de importancia para la comunidad.

## Obra literaria
En su faceta literaria, María Casparius incursionó en poesía, cuento, novela y teatro. Sus primeras publicaciones datan de mediados del decenio de 1960, y participó en diversos recitales de poesía y cuentos, además de que su obra apareció en publicaciones como la Revista de la Universidad de Guadalajara, la revista Summa, la revista Alfa, suplementos culturales de diversos diarios, como El Informador (Guadalajara, Jalisco) y Diario del Yaqui (Ciudad Obregón, Sonora). Aquí una muestra de su poesía temprana, escrita cuando tenía 16 años.
XXII
Que cuando escribo ¿en ti yo pienso?
Te equivocas, no es así.
Porque si a alguien dedico yo un verso
¡No será a ti!
(Escrito el 8 de octubre de 1959)
IX
“Hoy no llueve”, me aseguraste,
Mas yo te dije: “¡Hoy lloverá!”
“¿Por qué aseguras?”, me preguntaste,
“¡Porque en mi alma lloviendo está!”.
(Escrito el 29 de noviembre de 1959)
Sus cuentos fueron traducidos al catalán y al gallego. En 1991 recibió el primer lugar en el Premio Nacional de Poesía Haiku y en 1995 ganó el cuarto lugar de Narrativa Latinoamericana Marie Claire. La siguiente lista incluye sus obras publicadas:

### Poesía y cuento
- Mito y otros cuentos (1968)
- Cuentos y otras cosas (1977)
- Si hablaran (monólogos poéticos – 1994)
- Haikus, Ziamaris y otros (haiku – 1995)
- Mito, cuentos y cosas (1995)
- And suddenly I remembered (poesía en inglés, español y alemán – 1996)
- Sueños de mar y lluvia (1996)
- Poesía temprana (2010)

### Novela
- El otro camino (1996)
- Hilo de seda (2001)

### Teatro
- Cavernas al mar (1968)
- Caperucita en vacaciones (Teatro infantil - 1985)

## Cuidados del medio ambiente
El 12 de enero de 1973, con el apoyo de otros intelectuales tapatíos, María Casparius fundó ProHábitat, A. C., con el objetivo de defender los derechos al mejoramiento, cuidado y protección del medio ambiente, la historia y el patrimonio de la Zona Metropolitana de Guadalajara (ZMG). Además de ser miembro fundador, Casparius estuvo al frente de la Coordinación de ProHábitat de 1995 a 2003.
Para abril de 1974, ProHábitat ya había propuesto la reglamentación del uso de suelo de La Barranca de Huentitán para que no se permitieran anuncios en ella, así como acciones para reglamentar anuncios en edificios y sitios públicos, estacionamientos, banquetas y servidumbres, arbolado y parques, y la imagen urbana en general. Gracias al apoyo de la prensa, con quienes lograron hacer mancuerna a base de insistir en la importancia de los temas, las propuestas de la asociación comenzaron a cobrar peso ante los organismos gubernamentales responsables de tomar las acciones.
Gracias a la buena respuesta e interés de la comunidad, ese mismo año se organizó un ciclo de conferencias y una exposición en la Casa de la Cultura, a la que asistió sobre todo público joven. “La exposición consistía en un gran cerro de basura que recibía al visitante, más una exhibición de productos tóxicos y contaminantes de uso común. También hubo proyección de películas con temas relativos. Los resultados fueron que se instituyera noviembre como el Mes de la ecología”.
Uno de los primeros triunfos de ProHábitat fue convencer a  Salvador López Chávez, dueño de Calzado Canadá, de quitar el enorme letrero que cubría la fachada del edificio estilo art nouveau que ocupaba la empresa para cambiarlo por uno más discreto que permitiera apreciar la arquitectura del edificio.
Mientras que una de sus derrotas más dolorosa fue no poder evitar la demolición del edificio donde se encontraba la Escuela de Música de la Universidad de Guadalajara, pues se tardó en ejecutar una orden presidencial para salvarlo en diciembre de 1980. De la Plaza Tapatía, sólo lograron salvar el denominado Callejón del Diablo y el edificio donde se ubicaban los juzgados familiares. 
La oposición a la destrucción de edificios históricos y áreas verdes acarreó diversas amenazas para que la asociación dejara de hacer declaraciones a la prensa, especialmente a María Casparius, quien llevaba su activismo públicamente y era un rostro reconocido de ProHábitat. Casparius fue precursora del periodismo ambiental en Guadalajara, pues se dio a la tarea de recorrer las redacciones para dar a conocer los problemas ambientales en la ciudad, ya fueran causados por la basura, la limpieza del aire, la tala de árboles y la conservación de áreas verdes, el manejo de aguas negras y la pérdida de edificios patrimoniales.

Su fallecimiento, en octubre de 2003, derivó en diversas publicaciones en diarios de Guadalajara, donde colegas y amigos recordaron sus logros en la lucha ambientalista, uno de ellos, Alejandro Mendo, escribió:
Desde su paradigmática trinchera no sólo luchó por librar al centro histórico tapatío de los gigantescos anuncios llamados espectaculares que comenzaban a asfixiarlo; también libró memorables batallas para evitar la instalación del Zoológico de Guadalajara en el bosque de Los Colomos, y más notorias todavía, por garantizar la conservación integral de La Primavera como área natural protegida.

### Reconocimientos
En junio de 2003, el Ayuntamiento de Tlaquepaque le entregó un reconocimiento por su labor en beneficio del medio ambiente.
En agosto de 2003, el Ayuntamiento de Guadalajara le rindió homenaje por una trayectoria de 30 años defendiendo los derechos ambientales y ciudadanos. En ese momento, María Casparius hizo un llamado a los ciudadanos de la ZMG: “Cada quien tiene que asumir su entorno cercano porque muchas veces hay mala voluntad de la autoridad, pero muchas veces es desconocimiento (de los ciudadanos), entonces el que está viviendo en un determinado lugar se está dando cuenta del deterioro y es cuando puede presionar”.
En su honor, el Consejo Ciudadano 100 por Jalisco creó el Reconocimiento Estatal de Ecología “María Casparius Toquero”.

### Publicaciones sobre cuidado ambiental
- Agenda ambiental de Jalisco (1997)
- La Zona Metropolitana de Guadalajara en indicadores para el desarrollo sustentable (1998)
- Manual de reciclaje (1999)

### Cargos oficiales
A la par que su labor en ProHábitat, María Casparius tuvo cargos en diversos organismos dedicados al cuidado del medio ambiente, entre los más importantes se encuentran:
- Consejera en asuntos ecológicos para Sedesol (1993-1994)
- Miembro del Comité Técnico para la Administración del Bosque La Primavera (1995)
- Miembro del Comité para el Plan de Invierno (1995-1996)
- Miembro del Comité Metropolitano de la Calidad del Aire, ZMG (1996)
- Miembro del Comité de Áreas Verdes del Ayuntamiento de Guadalajara (1997)
- Metodología para el trabajo sobre indicadores del desarrollo sustentable por la parte de Guadalajara, México, trabajando con el IISD de Winnipeg, Canadá, y Seattle, Estados Unidos.  Realizado en Winnipeg (octubre de 1997)
- Miembro del comité del Bosque El Centinela (2000)
- Coordinadora de la Agenda Ambiental de Jalisco (2000)
- Coordinadora e investigadora de Indicadores para la Calidad de Vida, Ayuntamiento de Guadalajara (1999-2000)
- Miembro de la Red Mexicana para el Control de Desechos Tóxicos, Semarnap, Guadalajara (2000)